# Sklonovník

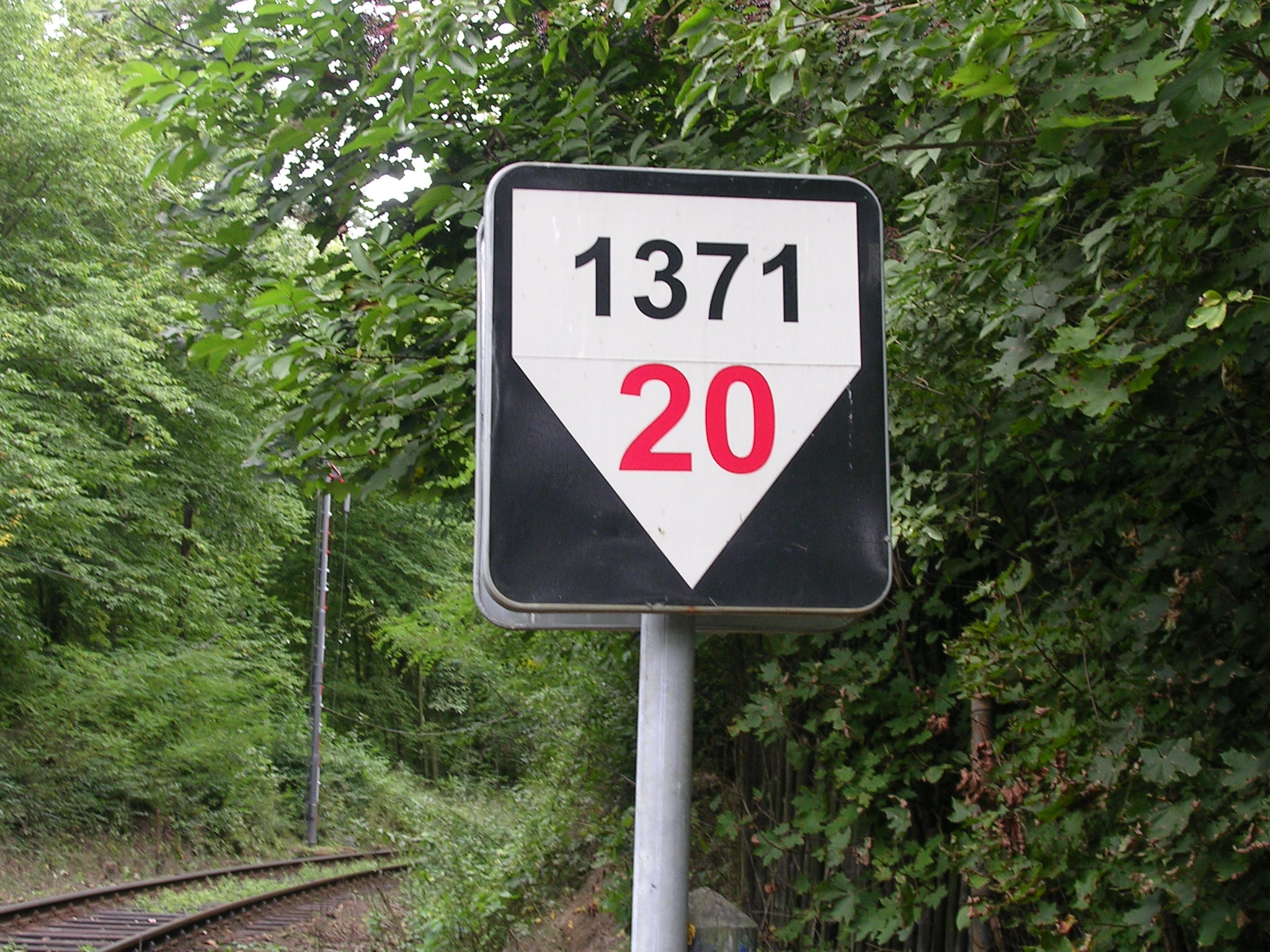
V následujícím úseku 1371 metrů má trať sklon 20 ‰, tj. klesne o 27,42 m (za stanicí Jílové u Prahy směr Luka pod Medníkem). Jde-li o nový zaokrouhlený sklonovník, platí výpočet jen přibližně

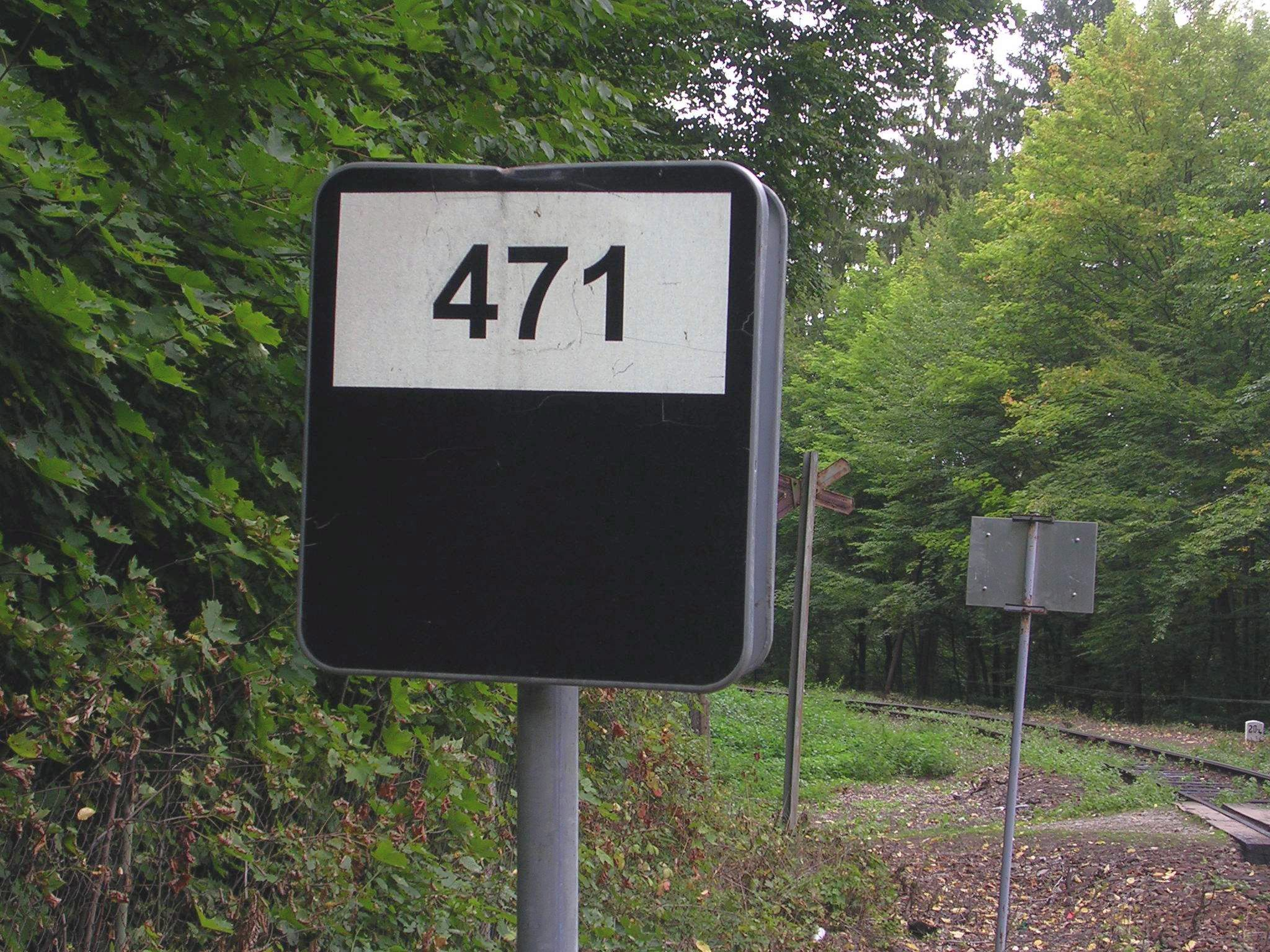
Následující úsek 471 metrů bez podélného sklonu

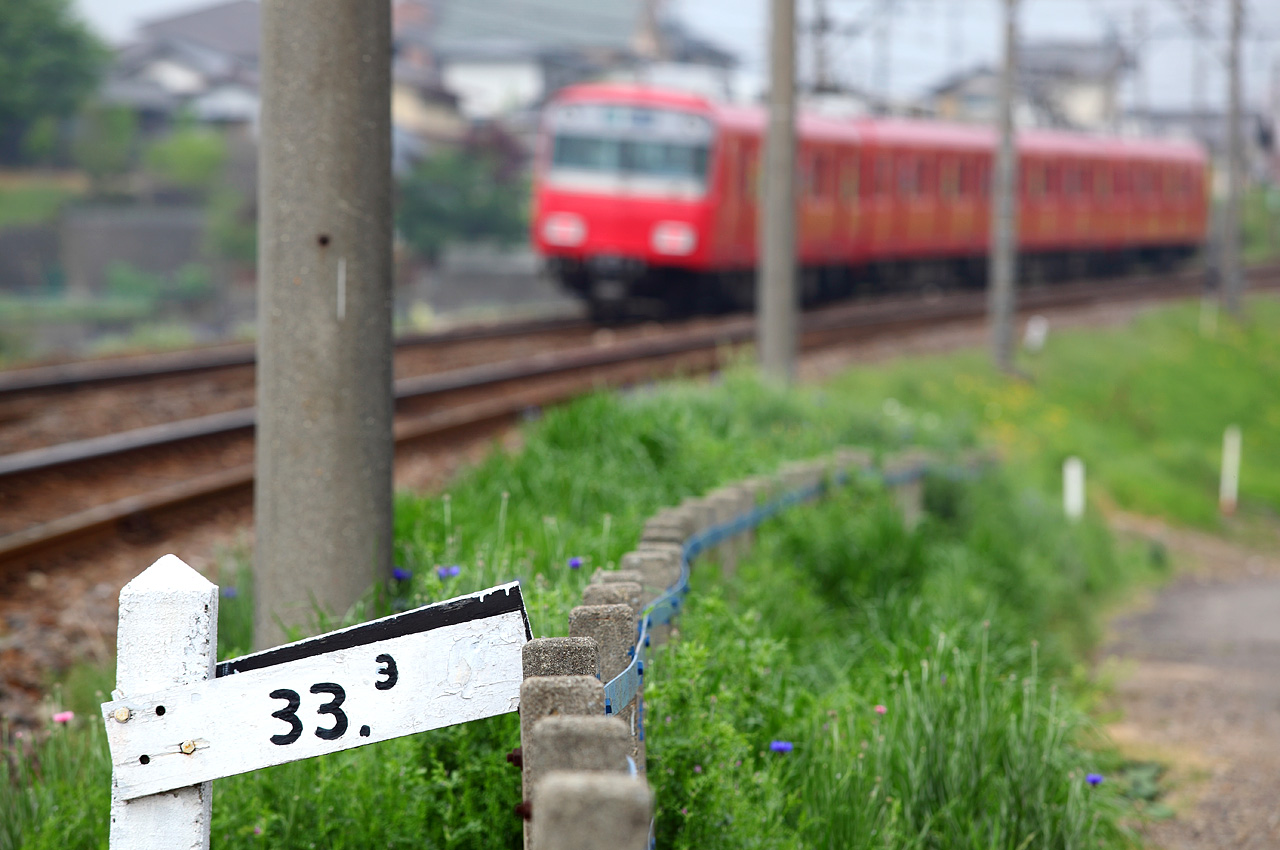
Značka stoupání trati v Japonsku

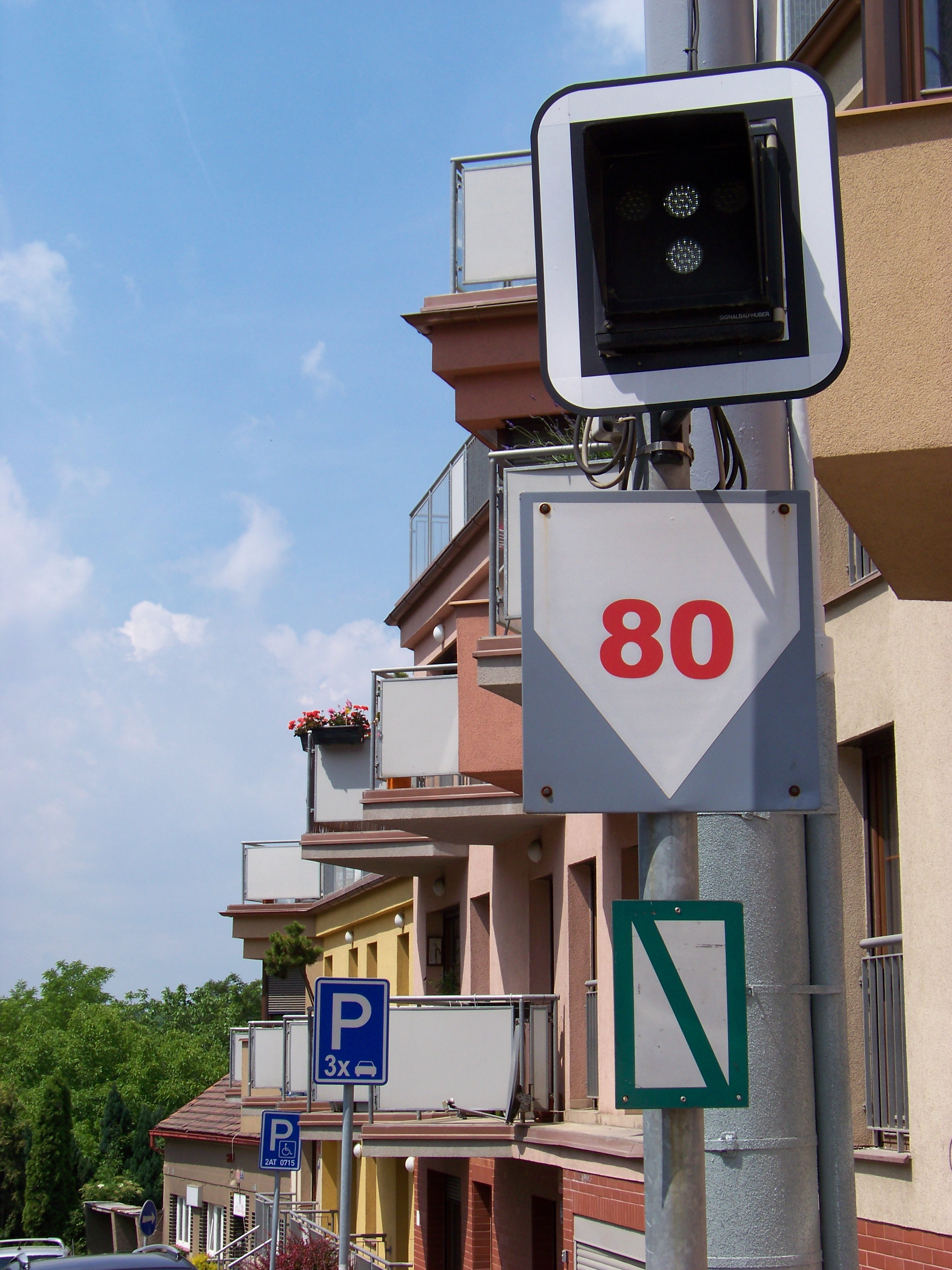
Sklonovník a značka bezpečnostního zastavovacího místa před úsekem klesání 80 ‰ v Trojské ulici v Praze.

Sklonovník nebo též skloník je železniční traťová značka, která udává podélný sklon (stoupání nebo klesání) následujícího úseku trati. Sklonovníky byly velmi důležité zvláště v období parní trakce, protože umožňovaly přepočítat údaje kotlových stavoznaků na skutečnou úroveň hladiny vody v kotli. I dnes podle nich strojvedoucí reguluje tažnou či brzdnou sílu lokomotivy a vlaku.

## Sklonovníky v České republice

### Obecně
Na většině železničních tratí v České republice (celostátní dráha, regionální dráhy, pražské metro atd.) se jako sklonovník používá černá obdélníková značka, v níž je bílé pole tvaru obdélníka (pro úsek bez podélného sklonu) nebo šipky směrem nahoru (pro stoupání) či dolů (klesání). Uvnitř bílého pole je černé číslo, které udává, pro kolik metrů následující trati skloník platí, a červené číslo, udávající sklon úseku v promilích.
Dříve[kdy?] se na tratích v českých zemích užívaly také skloníky ve tvaru šipek s dvojicí čísel. Poloha šipky (vodorovná, šikmo vzhůru, šikmo dolů) opět udávala sklon trati.
Zásady pro používání sklonovníků a jejich podoba jsou obvykle stanoveny provozním předpisem provozovatele dráhy. Na tramvajových, trolejbusových a lanových drahách se obvykle sklonovníky nepoužívají. Na důlních a průmyslových drahách záleží na předpisech provozovatele.

### Současnost na tratích Správy železnic
Na tratích provozovaných Správou železnic platí ustanovení předpisu SŽ D1 ČÁST PRVNÍ, jehož znění bylo převzato od Českých drah a dále novelizováno. Předpis zjednodušuje obsah a umisťování sklonovníků oproti minulosti: údaj o sklonu se zaokrouhluje nahoru na násobky 5 promile, přičemž sklony do 5 promile včetně se nenávěstí. Nejnižší uváděný údaj o sklonu je tedy 10 promile. Aplikace předpisu tedy vede ke snížení počtu sklonovníků, které již nejsou umisťovány ke každému zlomu nivelety. Dřívější verze předpisu obsahovala posloupnost údajů 2,5 – 5 – 10 atd., přičemž údaj 2,5 měl být používán jen ve stanicích; reálně se s ním však setkáváme i na širé trati.